# 利馬機車廠

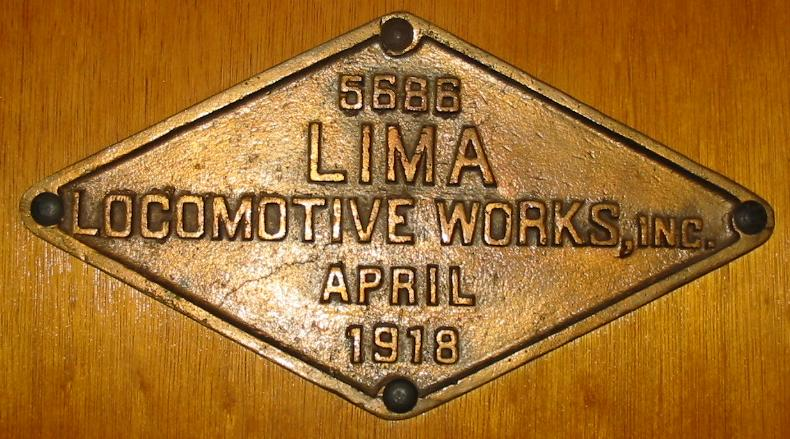
利馬機車廠1918年製蒸汽機車的製造商銘版（英語：Builder's plate）。

利馬機車廠（英語：Lima Locomotive Works）是一家主要業務為製造謝伊式蒸汽機車的美國企業。該公司成立於1879年，最初名稱為利馬機械廠（英語：Lima Machinery Works）。 該企業的主要工廠位在俄亥俄州利馬。 該企業聘用來自許多國家和地區的職員，且許多在同一產線工作的職員來自同一家族的不同世代，促成職員對該企業的忠誠度和生產技術的傳承。
第二次世界大戰期間，該企業參與製造M4雪曼戰車。
1947年，該公司與 General Machinery Corporation of Hamilton, Ohio 合併，成立 Lima-Hamilton。該企業於1949年停止生產蒸汽機車，共計製造約7,769輛蒸汽機車；另外兩家常被提起的類似企業是鮑爾溫機車廠和美國機車公司。 1951年，Lima-Hamilton 與鮑爾溫機車廠合併，成立 Baldwin-Lima-Hamilton。儘管利馬機車廠和鮑爾溫機車廠以高品質蒸汽機車聞名，但其柴電機車系列無法與EMD、美國機車公司和通用電氣的同類產品競爭。Baldwin-Lima-Hamilton 於1956年結束鐵路機車製造業務。 Baldwin-Lima-Hamilton 最終於1980年結束營運。

## 历史

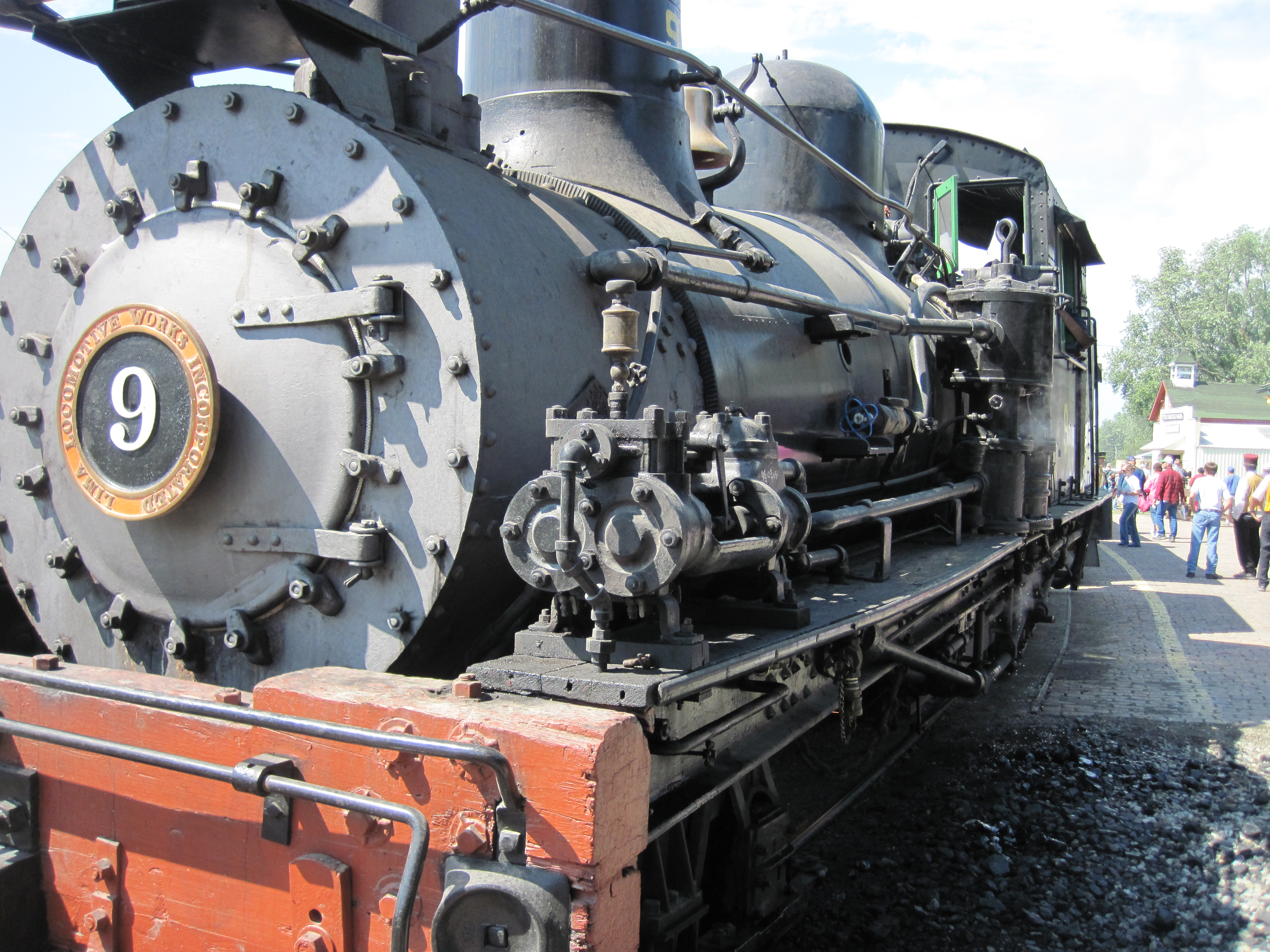
1923年利馬製造的機車，原西方木材公司的9號機車，於中西部中央鐵路（Midwest Central Railroad）運轉中。

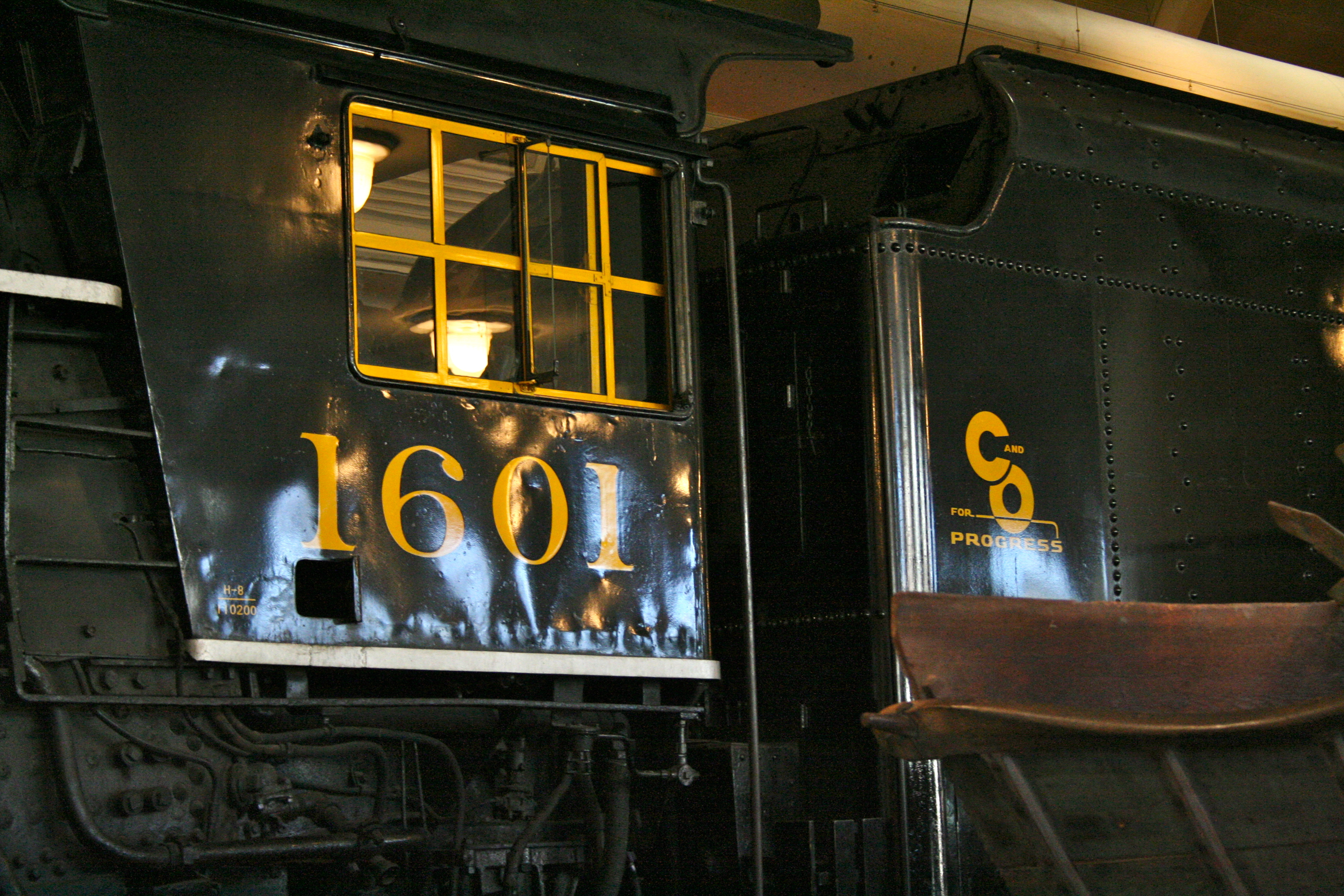
切萨皮克和俄亥俄鐵路2-6-6-6軸配置"阿勒根尼"(Allegheny)蒸汽机车，1601号车，展示於亨利福特博物館

1878年，詹姆斯‧艾里（James Alley）與利馬機械廠（Lima Machine Works）簽約，依照伊伏倫·謝伊（Ephraim Shay）的設計製造蒸汽機車。該公司於1880年重造出謝伊的原始設計，在車架右方安裝直立汽缸，以連桿驅動安裝在車台外側的傳動桿。採用齒輪驅動的謝伊式機車，雖然車速不高，但可提供強大的牽引力，適合伐木業使用。第一部謝伊式機車於1880年建成，之後在伐木業大受歡迎。謝伊授權利馬機械廠製造他設計的蒸汽機車，利馬機械廠業務蒸蒸日上，將謝伊式蒸汽機車賣到邊疆地區的伐木場手中。兩年以後謝伊式蒸汽機車已經成為利馬機械廠的主要產品，該廠在接下來十年中將製造超過300部此類機車。

後來發生了一場大火，火災後新的廠房在1902年重新啟用，繼續製造謝伊式蒸汽機車。但由於低速的齒輪傳動式蒸汽機車市場趨於飽和，加上興建了新工廠，利馬開始投入一般重型鐵路機車的製造。

## 超级功率
1920年代利馬的機械工程師威廉‧E‧伍達德（William E. Woodard）提出了“超級功率”先進機車的概念。烏達德提出許多改進以提升蒸汽機車的蒸氣產量與運用效率，使蒸汽機車速度更快、功率更大。 1922年他為紐約中央鐵路提出H-10設計，建造了軸配置為2-8-2的實驗性重型機車（Michigan Central 8000），應用了新的科學理論與提升效率的工具，例如更大的火箱、提升過熱、使用注水加熱器、改善通氣、提高鍋爐壓力、流線設計的蒸氣管、從輪轉向架上加裝設備以增加出力，並使用過量蒸汽洩壓裝置（設定了蒸汽閥門允許值）以防止機車啟動時使用過量的蒸汽。結果本車比其前型車整體效率提升26%，紐約中央鐵路購買了301輛。
伍達德的設計特色是大大增加火箱面積大大增加（由H-10的 66 平方英呎 (6.1 m2)，到A-1的 100 平方英呎 (9.3 m2) ），結果從輪轉向架需要再加一軸，成為2-8-4軸配置。1925年春天建成的第一部柏克夏（Berkshire，是利馬公司的展示機）機車被稱為A-1型，其兩軸四輪的從輪轉向架需要支撐巨大的火箱與爐柵，以及爐灰收集盆。結果這個轉向架被重新設計成機車主車架的關節式延伸。這樣的設計使得機車能收集大量煤灰，可以持續運轉更遠而不用停下來清潔煤灰；這對使用煤炭的鐵路公司是個很大的幫助。但關節式的設計也使得車身施加在動輪上的重量減少了，減低了牽引力；機車倒車時也較易出軌，在調車時較麻煩。
本型設計很快就證明比紐約中央鐵路的H-10設計提高效率達26-30％。在1920年代的中期進行了一系列的成功試驗後，原型車被送到美國各地展示「超級效率」的概念。進行了攀越柏克夏山（Berkshire Hills）頂峰的試驗之後，紐約中央鐵路的子公司波士頓與阿爾巴尼鐵路（Boston & Albany）購買了首批45部機車；此類2-8-4軸配置機車也就被大多數鐵路稱為「柏克夏」。原型車後來隨著一批50輛類似型號機車的訂單，賣給了伊利諾中央鐵路。烏達德對於「超級功率」的定義就是「兼具速度與馬力（horsepower at speed）」。以前的蒸汽機車設計強調牽引力，而非速度。至1949年，在北美洲約售出613部“柏克夏”蒸汽機車，其中有20輛被保存下來，而至少還有兩部處於可動狀態（NKP 765 和 PM 1225)，都是利馬公司的產品。

「超級功率」蒸汽機車大致可分為三期。第一期起於 NYC 8000 與 A-1，還有密蘇里太平洋鐵路（Missouri Pacific）的2-8-4軸配置機車，與德州太平洋鐵路（Texas & Pacific）的2-10-4軸配置機車。這些機車使用傳統的63英寸直徑動輪。1927年，伊利鐵路（Erie Railroad）接收了第二期的柏克夏蒸汽機車，其動輪為70英吋，能輸出大功率又有更高的速度。本型設計演變成1930年切薩皮克與俄亥俄鐵路的 2-10-4軸配置T-1型機車，具有69英吋的動輪。

第三期是1930年代末至二战期间，以諾福克西方鐵路（N&W） 的 2-6-6-4 軸配置機車、切薩皮克與俄亥俄鐵路／維吉尼亞鐵路的 2-6-6-6 軸配置機車，以及遍布全美的 4-8-4 軸配置機車為代表。這些機車的鍋爐蒸汽壓力提升到310磅/平方英寸；火箱和燃燒室增加了熱水虹吸管使鍋爐的效率提高了8％，在主軸盒使用了滾動軸承（有時也用在驅動組中）。「超級功率」的概念影響了其他機車製造商，例如Alco（聯合太平洋的「大男孩」機車）、鮑德溫（聖達菲5001和5011型 2-10-4 軸配置機車）。二軸四輪的從輪轉向架也變成大型蒸汽機車（例如軸配置為 4-8-4、 2-10-4、 4-6-6-4、 2-8-8-4）的標準設計，但這些機車不一定採用關節式的主車架設計。許多鐵路公司（尤其是像聖塔非鐵路這類以重油為燃料的公司）並不需要大型的爐灰收集器，他們的蒸汽機車採用傳統的一體式車架、分離的從輪轉向架，但採取了許多超級功率設計的概念。
關於第一輛 2-8-4 軸配置蒸汽機車的發展，可參考 David Weitzman所撰寫的＂Superpower: Making of a steam locomotive＂一書，書中說明了當時所提出的一些創新。 

## 衰落

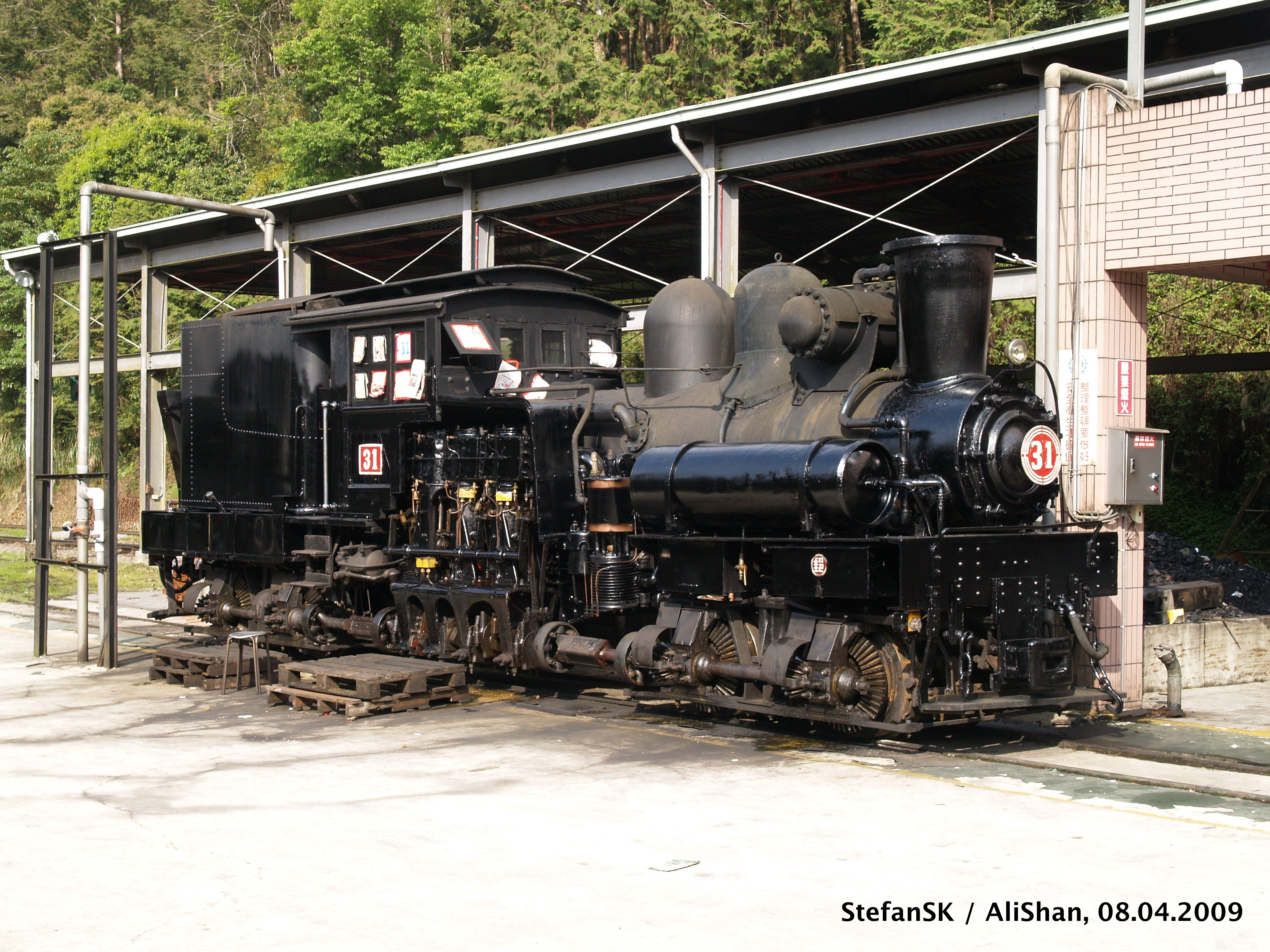
利馬機車廠製，28噸級阿里山森林鐵路蒸汽機車。

1947年，公司合併了俄亥俄州漢密爾頓的通用機器公司（ General Machinery Corporation），成立了利馬－漢密爾頓公司（Lima-Hamilton）。 
1949年，利馬製造了最後一部蒸汽機車，是紐約、芝加哥與聖路易鐵路（New York, Chicago and St. Louis Railroad，又稱為Nickel Plate Road）的779號機車（2-8-4軸配置的“柏克夏”）這是利馬的蒸汽機車告別作。這一年利馬推出了 新的4-8-6軸配置設計，比 4-8-4軸配置能安裝更大的火箱，但僅止於圖紙，未製作原型車。
1949至1951年之間，利馬－漢密爾頓製造了174部柴油機車，共6種型號。 1951年，公司與鮑德溫機車廠合併，組成了鮑爾溫－利馬－漢密爾頓（ Baldwin-Lima-Hamilton ，BLH），合併後僅留下鮑德溫的產線，關閉了利馬－漢密爾頓的柴油機車產線。雖然利馬和鮑爾溫都以高效的蒸汽機車聞名，但是他們的柴電機車無法與易安迪（EMD）、美國機車（Alco）、通用電氣（GE）競爭。1956年，BLH停止了鐵路機車業務。
克拉克設備公司（Clark Equipment Company）曾在原廠房生產“利馬”牌建筑起重机。公司的紀錄與設計圖大多轉移並保存於萨克拉门托的加利福尼亚州立铁路博物館（California State Railroad Museum）。

## 年表
- 1877年：利馬機械廠（Lima Machine Works）成立，生產農業和鋸木廠設備。
- 1878年：製造了第一台謝伊式機車。
- 1892年：重組成利馬機車和機械公司（Lima Locomotive & Machine Company）。
- 1911年：開始為第一級鐵路公司製造機車。
- 1912年：重組為利馬機車公司（Lima Locomotive Corporation）。
- 1916年：喬爾·科芬（Joel Coffin）收購利馬，更名為利馬機車廠`( Lima Locomotive Works`)。
- 1922年：伍達德的2-8-2 軸配置 NYC 8000號車（“超級功率”的始祖）交付使用。
- 1925年：伍達德的A-1“超級功率”柏克夏原型車問世。
- 1942年：1942年2月，成為第一家生產M4A1 雪曼式坦克供英國使用的公司。[1]
- 1947年：與俄亥俄州漢密爾頓的通用機械公司合併，新公司名為利馬-漢密爾頓（Lima-Hamilton）。
- 1949年：建造了最後一台蒸汽機車（NKP 779），開始生產柴油機車。4-8-6未能在市場上引起迴響，原廠房繼續生產起重機和其他建築設備。
- 1951年：利馬-漢密爾頓與鮑德溫機車廠合併。新公司名為鮑爾溫－利馬－漢密爾頓（Baldwin-Lima-Hamilton，BLH）。
- 1956年：BLH退出了鐵路機車市場。
- 1980年：起重機和建築設備的生產結束，關閉利馬工廠並出售。
- 1998年：原利馬廠棚與謝伊式機廠被拆毀。